# Roberto Rossellini
Roberto Rossellini (8. maj 1906 – 3. juni 1977) var en italiensk filminstruktør, der med filmen Rom, åben by i 1946 skabte en af de første neorealistiske film. Han er dog i den brede offentlighed nok mest kendt for sit ægteskab med Ingrid Bergman, med hvem han fik 3 børn, heriblandt Isabella Rossellini, der er kendt som fotomodel og skuespiller.

## Biografi
Robert Rossellini voksede op i en velstående familie som søn af en arkitekt. Han begyndte at lave kortfilm i 1938 og lavede et par propagandafilm for det fascistiske regime. Allerede i de sidste dage af krigen startede han med at filme det, der skulle blive til Rom, åben by midt i det kaotiske byliv. Filmen blev optaget under strenge dogmeagtige principper og gav Rossellini et gennembrud.
Efter flere film i samme stil bevægede han sig mod en mere poleret stil. Samtidig mødte han Ingrid Bergman, der – selv om hun var gift i forvejen – fødte ham datteren Isabella. Dette vakte stor skandale, men Bergman blev skilt og gift med Roberto Rossellini i 1950. Sammen lavede de flere film i en mere modernistisk stil. 
I 1958 blev Rossellini og Bergman skilt, og Roberto Rossellini fortsatte med at lave film og tv. Blandt andet lavede han i sin karrieres efterår en række historiske portrætfilm til tv.

## Film (udvalgte)
- Rom, åben by (1946)
- Paisà (1947)
- Tyskland, år nul (1948)
- Stromboli (1950)
- Størst er kærligheden (1952)
- Viaggio in Italia (1954)
- Angst (1954)
- General della Rovere (1959)
- India (1959)
- Era notte a Roma (1960)
- Ludvig XIVs magtovertagelse (tv, 1966)
- Sokrates (tv, 1970)
- Blaise Pascal (tv, 1971)

## Hædersbevisninger – udvalgte
- 1946: Grand Prix ved Filmfestivalen i Cannes (forløberen for Den Gyldne Palme) for Rom, åben by
- 1948: Grand Prix ved Filmfestivalen i Locarno for Tyskland, år nul
- 1952: International pris ved Filmfestivalen i Venedig for Størst er kærligheden
- 1959: Den Gyldne Løve ved Filmfestivalen i Venedig for General della Rovere